# Batalion Vostok

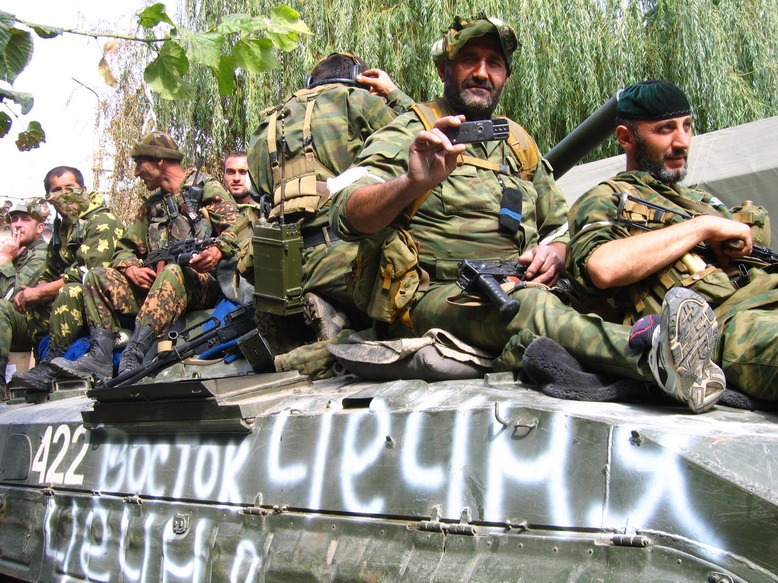
Batalion Vostok ve válce v Jižní Osetii

Batalion Vostok (rusky Батальо́н Восто́к, v překladu do češtiny Prapor Východ) byl prapor 291. motostřeleckého pluku 42. gardové motostřelecké divize ministerstva obrany Ruské federace. Mužstvo praporu se skládalo z Čečenců. Do května 2008 byl velitelem praporu Sulim Jamadajev, jehož klan (Jamadajevové) tvořil kostru praporu.

## Vznik, zařazení a zánik
Prapor vznikl v roce 2003 z gudermeské skupiny Sulima Jamadajeva, která byla původně částí druhého praporu Národní gardy mezinárodně neuznané Čečenské republiky Ičkerie a jejíž jádro v listopadu 1999 přešlo na federální stranu.
Prapor byl částí GRU ruského ministerstva obrany a byl přímo podřízen ruskému generálnímu štábu. Prapor stál mimo struktury Čečenska.
Na konci roku 2008 byl prapor, stejně jako druhý čečenský prapor Batalion Zapad, rozpuštěn.

## Nasazení
Prapor se účastnil bojů s čečenskými povstalci, ochraňoval ruské vojáky, kteří působili po skončení druhé libanonské války v Libanonu, a bojoval ve válce v Jižní Osetii. Dále se zúčastnil bojů na východní Ukrajině na straně tzv. proruských separatistů.